# Jan-Janstjärnen, Västerbotten
Jan-Janstjärnen är en sjö i Vännäs kommun i Västerbotten och ingår i Umeälvens huvudavrinningsområde.